# Château de Bois-Seigneur-Isaac
 (juillet 2018).
Si vous disposez d'ouvrages ou d'articles de référence ou si vous connaissez des sites web de qualité traitant du thème abordé ici, merci de compléter l'article en donnant les références utiles à sa vérifiabilité et en les liant à la section « Notes et références ».
Le château de Bois-Seigneur-Isaac est une maison seigneuriale située à Ophain-Bois-Seigneur-Isaac, dans la commune belge de Braine-l'Alleud, dans la province du Brabant wallon.
Le bâtiment actuel date de 1737, mais le site est bien plus ancien[réf. nécessaire].

## Histoire

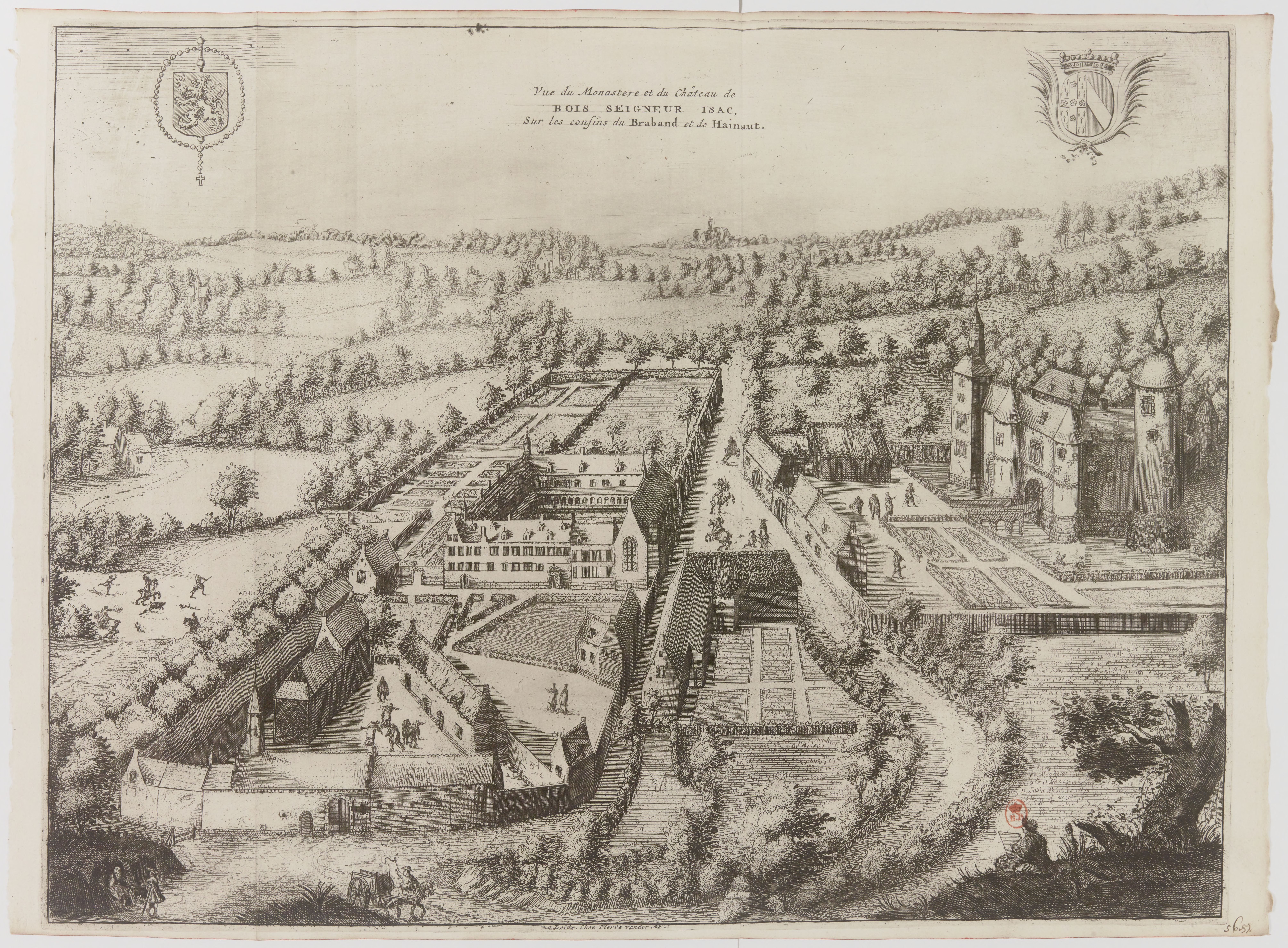
Vue du monastère et du château de Bois-Seigneur-Isaac - estampe publiée en 1729.

Le château de Bois-Seigneur-Isaac est construit au début du XIIe siècle par les descendants d’Isaac de Cambrai[réf. nécessaire]. Seules les fondations et une tour de la forteresse initiale demeurent aujourd'hui[réf. nécessaire]. En 1737, la place forte se transforme en château de plaisance.
Classé au Patrimoine immobilier exceptionnel de la Région wallonne, il appartient à la famille Snoy.